# Syndicat national de l'édition phonographique
La Syndicat national de l'édition phonographique, tradotto come Sindacato Nazionale dell'Editoria Fonografica, (solitamente abbreviato in SNEP) è la principale organizzazione sindacale professionale francese, affiliata del MEDEF (movimento di imprese francesi) che protegge gli interessi dell'industria musicale francese.
Viene fondata nel 1922 e ad oggi raggruppa 48 compagnie attive nel settore dell'industria musicale.

## Classifiche
SNEP compila anche le classifiche francesi e si occupa di assegnare le certificazioni dei dischi d'oro, di platino e di diamante.
Da settembre 2002, le categorie delle diverse classifiche ufficiali sono le seguenti:
- I migliori 100 singoli più venduti
- I migliori 150 album più venduti ("nouveautés") venduti a prezzo pieno
- Le migliori 40 raccolte più vendute ("nouveautés") vendute a prezzo pieno
- I migliori 40 album e raccolte venduti a metà prezzo o a prezzo di bilancio

Il termine "nouveauté" indica che il primo giorno di uscita dell'album è inferiore a due anni mentre il prezzo pieno indica che l'album viene venduto a un prezzo superiore o uguale a 10 euro. Pertanto questo implica che tutti i dischi in vendita da più di due anni o che vengono venduti a meno di dieci euro sono automaticamente esclusi dalla classifiche "nouveauté".
I dischi venduti a metà prezzo o a prezzo di bilancio vengono classificate in due classifiche distinte ed includono anche gli album venduti nei negozi a prezzi scontati.